# Siegfried Ellwanger
Siegfried Ellwanger, que usava o pseudônimo S.E. Castan, (Candelária, 30 de setembro de 1928 - 11 de setembro de 2010) foi um industrial brasileiro, escritor e livreiro negacionista do Holocausto.
Ellwanger fundou a Editora Revisão, que publicava livros que distorciam a história do genocídio dos judeus, afirmando que ele não foi real. Seus livros são considerados antissemitas e neonazistas.
Ele foi denunciado por racismo pelo Ministério Público do Rio Grande do Sul e condenado pelo Tribunal de Justiça do Rio Grande do Sul. Recorreu ao Supremo Tribunal Federal, que manteve a condenação em 2003.

## Livros
- Holocausto: Judeu ou Alemão? Nos Bastidores da Mentira do Século[7]

- Acabou o Gás!... O Fim de um Mito[7]
- S.O.S para Alemanha[7]
- O Catolicismo Traído: A Verdade sobre o Diálogo Católico-Judaico no Brasil[7]
- Inocentes em Nuremberg[carece de fontes?]